# تیم ملی فوتبال زنان دانمارک
تیم ملی فوتبال زنان دانمارک نمایندهٔ زنان این کشور در ردهٔ ملی است. این تیم تحت نظر فدراسیون فوتبال دانمارک (دی.بی.یو) قرار دارد.

## پیشینهٔ بین‌المللی

### جام جهانی
- ۱۹۷۰ : قهرمان
- ۱۹۷۱ : قهرمان
- ۱۹۷۸ : دور اول
- ۱۹۸۱ : پایانی
- ۱۹۸۵ : سوم

| سال   | نتیجه           | مسابقه        | برد           | تساوی*        | باخت          | گل زده        | گل خورده      | تفاضل گل      |
| ----- | --------------- | ------------- | ------------- | ------------- | ------------- | ------------- | ------------- | ------------- |
| ۱۹۹۱  | یک چهارم پایانی | ۴             | ۱             | ۲             | ۱             | ۷             | ۶             | +۱            |
| ۱۹۹۵  | یک چهارم پایانی | ۴             | ۱             | ۰             | ۳             | ۷             | ۸             | -۱            |
| ۱۹۹۹  | مرحلهٔ گروهی     | ۳             | ۰             | ۰             | ۳             | ۱             | ۸             | -۷            |
| ۲۰۰۳  | صعود نکرد       | -             | -             | -             | -             | -             | -             | -             |
| ۲۰۰۷  | مرحلهٔ گروهی     | ۳             | ۱             | ۰             | ۲             | ۴             | ۴             | ۰             |
| ۲۰۱۱  | صعود نکرد       | -             | -             | -             | -             | -             | -             | -             |
| ۲۰۱۵  | تعیین خواهد شد  | -             | -             | -             | -             | -             | -             | -             |
| ۲۰۱۹  | صعود نکرد       | -             | -             | -             | -             | -             | -             | -             |
| ۲۰۲۳  | مشخص خواهد شد   | مشخص خواهد شد | مشخص خواهد شد | مشخص خواهد شد | مشخص خواهد شد | مشخص خواهد شد | مشخص خواهد شد | مشخص خواهد شد |
| مجموع | ۴/۹             | ۱۴            | ۳             | ۱             | ۱۰            | ۱۹            | ۲۶            | −۷            |

*تساوی ها شامل ضربات پنالتی می شود.